# سیتروئن سی-تریومف
سیتروئن سی-تریومف (به انگلیسی: Citroën C-Triomphe) یک مدل خودرو است که توسط شرکت دانگ‌فنگ پژو سیتروئن، شریک چینی گروه پی‌اس‌ای از سال ۲۰۰۶ تا ۲۰۱۶ تولید می‌شد. موتور ۲٫۰ لیتری چهار سیلندر این خودرو در جلوی آن تعبیه شده و نیرو محرکه را به چرخ‌های جلو منتقل می‌کند. طول آن در حالت طبیعی ۴٬۷۷۰ میلیمتر (۱۸۷٫۸ اینچ)، عرض آن در حالت طبیعی ۱٬۷۷۰ میلیمتر (۶۹٫۷ اینچ) و ارتفاع آن در حالت طبیعی ۱٬۵۱۰ میلیمتر (۵۹٫۴ اینچ) است.

## نگارخانه

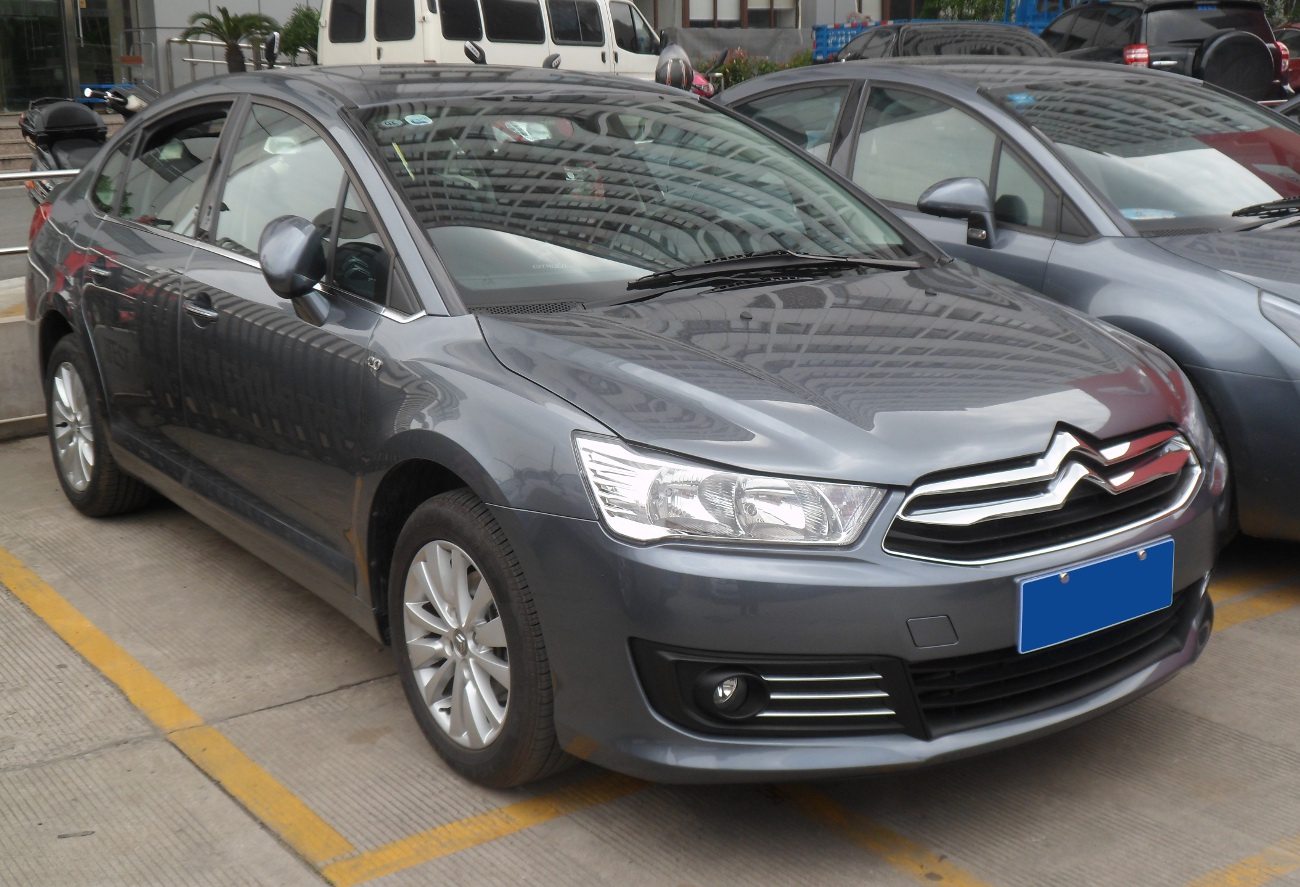
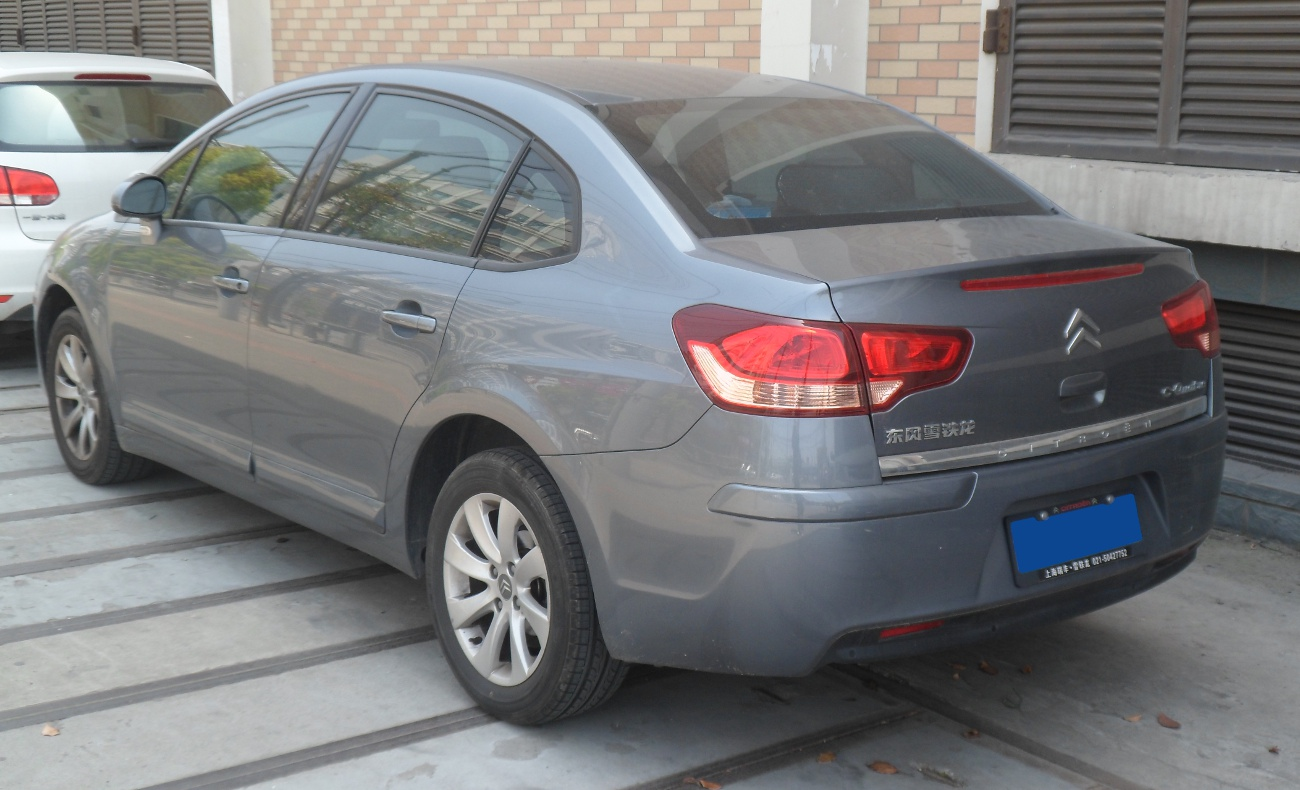